# 박종철 (역도 선수)
박종철(1967년 2월 19일~ )은 대한민국의 역도 선수이다.